# Cot Rajalanang
Cot Rajalanang är en kulle i Indonesien.   Den ligger i provinsen Aceh, i den västra delen av landet, 1 700 km nordväst om huvudstaden Jakarta. Toppen på Cot Rajalanang är 88 meter över havet.
Terrängen runt Cot Rajalanang är platt. Havet är nära Cot Rajalanang åt nordost.Runt Cot Rajalanang är det ganska tätbefolkat, med 129 invånare per kvadratkilometer. Närmaste större samhälle är Lhokseumawe, 10,9 km öster om Cot Rajalanang. Runt Cot Rajalanang är det i huvudsak tätbebyggt.